# لويد إسبنتشيد
لويد إسبنتشيد (بالإنجليزية: Lloyd Espenschied) (27 أبريل 1889 - 1 يونيو 1986) هو مهندس كهربائي أمريكي اخترع الكابل المحوري الحديث مع هيرمان أندرو أفيل.

## السيرة الذاتية
ولد لويد إسبنتشيد في بادن، شمال سانت لويس بولاية ميزوري، في 27 أبريل 1889)، وهو ابن فريدريك ف. (فريد) اسبينشيد (3 يناير 1856 - 22 يوليو، 1908) وكلارا م. اسبينشيد. كان لديه شقيقان، فريدريك وكلير.
في عام 1875، تخرج والد لويد فريدريك (فريد) من كلية سانت لويس للحقوق (والتي هي اليوم جزء من جامعة واشنطن). شغل فريد منصب السكرتير الخاص لعمدة شقيقه هنري فون أوفرستولز. في عهد العمدة ديفيد فرانسيس، أصبح فريد في وقت لاحق أمين خزينة المدينة قبل أن يصبح عضوًا في مجلس الشيوخ من 1891 إلى 1893. تزوج فريد من كلارا م. اسبينشيد من بروكلين، نيويورك في 19 يوليو 1880.. كان لديهم ثلاثة أطفال، بما في ذلك فريدريك وكلير ولويد.
جد لويد كان صانع ناجح لعربات الخيول الغربية. بينما كان لويس اسبينشيد والد فريد، صاحب شركة لويس اسبينشيد واغن.

## النشأة والتعليم
توفي والد لويد عندما كان في الثانية عشرة من عمره، ورافق لويد والدته مرة أخرى إلى منزل والديها في بروكلين، نيويورك في عام 1901. وبحلول عام 1904، أخذ يستكشف اللاسلكي وأصبح مشغل راديو للهواة. وعمل في وقت لاحق لصالح «شركة البرقيات اللاسلكية المتحدة» (United Wireless Telegraph Company). وتخرج من معهد برات في الهندسة الكهربائية في عام 1909.

## مهنة
عمل لويد كمهندس في «شركة تيليفونكن للبرقيات اللاسلكية»(Telefunken Wireless Telegraph Company) في الفترة من 1909 إلى 1910.. ثم عمل لاحقاً في «شركة الهاتف والبرق الأمريكية» (American Telephone and Telegraph Company، قبل ترؤسه تطوير الإرسال عالي التردد لمختبرات بيل الهاتفية
في عام 1916، وأثناء عمله في مختبرات بل الهاتفية، شارك بالتعاون مع هيرمان أفيل، باختراع أول كابل محوري حديث، والذي مهد الطريق للتلفزيون. وخدمة الهاتف المتطور لمسافات طويلة، مما يجعل من الممكن نقل آلاف المكالمات الهاتفية المتزامنة على دوائر لمسافات الطويلة. في عام 1930، تقدم بطلب للحصول على براءة اختراع على جهاز مبني على تحليل رياضي يستخدمه جهاز تحديد الارتفاع الراديوي الذي اخترعه ويليام ليتيل إيفريت ‏ في جامعة ولاية أوهايو. كان اسبينشيد صاحب أكثر من 100 براءة اختراع في كل من أنظمة الاتصالات السلكية واللاسلكية.

## الحياة الشخصية
في أبريل عام 1912، تزوج إسبينشتيد من طالبة في معهد برات تدعى «إثيل فيرفيلد لوفجوي»، والمعروفة باسم «لوفى». كان لويد متخصصًا في علم الأنساب في عائلة إسبينشتيد، حيث زار ألمانيا لغرض البحث المكثف.
أثناء وجوده في الخارج، تمكن اسبينشيد من التأكد من الخلفية الألمانية لأسرته. وبالعودة إلى سانت لويس في 1937-1938 لتتبع نمط الأسرة الأمريكية، اكتشف أن مصنع عربات لويس اسبينشيد الأصلي والمنزل قد اختفت وأن شركة (Luedinghaus-Espenschied Wagon) كانت مهجورة.
توفي لويد اسبينشيد في 1 يونيو 1986 في دار لرعاية المسنين في هولمدل، نيو جيرسي.